# Мач на звездите в НБА
Мач на звездите в НБА (на английски: NВА All-Star Game) е ежегоден баскетболен мач, който се провежда между най-добрите действащи играчи на Източната и Западната конференции в НБА. Първият мач се е провел на 2 март 1951 в Бостън.
Уикендът на Мача на звездите се провежда традиционно през февруари и заедно със съпътстващите прояви е най-големият празник на баскетбола в САЩ. В петък се провежда Мачът на новаците, а в събота състезанията за забивки и стрелба от зоната за три точки. Същинския Мач на звездите е оставен за неделния ден.
В проведените 66 срещи до 2017 г. Източната конференция води с убедителна преднина – 37:29 победи. До 2017 г. стартовият състав за Мача на звездите се избира от феновете чрез гласуване по интернет. Резервните пет играча се избират от треньорите в лигата, като всеки треньор няма право да гласува за играчи от своя отбор.
От 2018 г. водещите участници в гласуването за всяка конференция са определени като капитани на отбори и могат да избират от групата на всички звезди резервите, за да формират своите екипи независимо от конференцията. Леброн Джеймс и Стивън Къри стават първите капитани, избрали играчи за отборите си чрез новия формат за мача на звездите в НБА през 2018 г. в нетелевизионен проект на 25 януари.  Вероятно поради интереса на феновете към процеса на подбора, капитаните за мача на звездите за 2019 г., Леброн Джеймс и Джанис Антетокунмпо, съставят своите отбори на живо по TNT.  Екипите също играят за благотворителна организация по свой избор, за да помогнат на игрите да останат конкурентни. 
Във всеки Мач на звездите се избира и най-ценен играч (букв. превод от most valuable player, MVP, също „най-полезен играч“). Наградата се дава на най-добрият баскетболист измежду най-добрите звезди, подбрани от най-силното първенство в света за съставяне на двата отбора и по престиж може да се сравнява със Златната топка във футбола. Боб Петит и Коби Брайънт са единствените двама играчи в историята печелили отличието по 4 пъти в кариерата си. Oскaр Рoбъртсън, Майкъл Джордан и Шакил О'Нийл са печелили наградата MVP по 3 пъти. 